# Боно (Сардиния)
Боно (итал. Bono) — коммуна в Италии, располагается в регионе Сардиния, в провинции Сассари.
Население составляет 3800 человек (2008 г.), плотность населения составляет 51 чел./км². Занимает площадь 74 км². Почтовый индекс — 7011. Телефонный код — 079.
Покровителем коммуны почитается святой Архангел Михаил, празднование 29 сентября.

## Демография
Динамика населения:

## Администрация коммуны
- Официальный сайт: http://www.comune.bono.ss.it/ Архивная копия от 18 марта 2016 на Wayback Machine